# حمار بوريدان

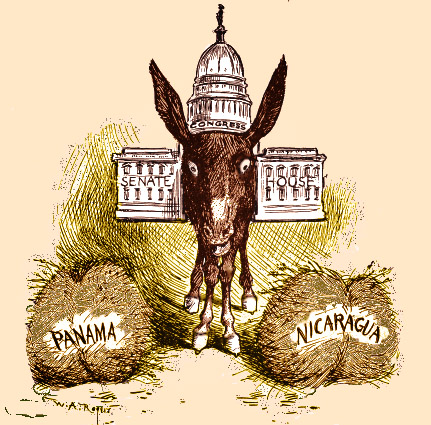
كرتون سياسي في عام 1900 يعرض فيه صورة الكونغرس الأمريكي على أنه حمار بوريدان متردد بين قناة نيكاراغوا أو قناة بنما.

حمار بوريدان أو مفارقة الحمار (بالإنجليزية: Buridan's ass)‏ وتعرف أيضاً بالمقولة «تفلسف الحمار فمات جوعاً»، وهو مثال على مفارقة فلسفية في مفهوم حرية الإرادة. و«بوريدان» فَيلسوف عَاش فِي القَرن الرَّابِع عَشر. تشير المفارقة إلى موقف افتراضي حيث يتم وضع حمار جائع وعطش في منتصف الطريق بالضبط بين كومة من القش وسطل من الماء. بما أن المفارقة تفترض بأن جوعه مساوٍ لعطشه يبقي الحمار مترددًا بين الأكل والشرب لا يستطيع اختيار أي منهما وتفضيله على حساب الآخر. والنتيجة أن حمار  جان بوريدان سوف يموت لأنه لا يستطيع اتخاذ أي قرار عقلاني بين القش والماء. تلك التجربة افترضت أن الحمار لأنه بلا عقل فهو بلا إرادة، وبالتالي إذا استوت دوافعه، وأصبحت كل الاختيارات أمامه متشابهة، فلن يستطيع أن يفضل أي اختيار على الآخر، والنتيجة أنه لن يختار شيئًا وسيموت.

## تاريخ
يرجع تاريخ المفارقة قبل بوريدان إلى العصور القديمة حيث ذكرها أرسطو في كتاباته عن السماوات رداً على فكرة سوفسطائين بأن الأرض ثابتة ببساطة لأنها كروية ويجب أن تكون أي قوى عليها متساوية في جميع الاتجاهات. أيضاً في القرن الثاني عشر يناقش الغزالي -الباحث والفيلسوف- في كتابه تهافت الفلاسفة تطبيق هذه المفارقة على اتخاذ القرارات متسائلاً ما إذا كان من الممكن اتخاذ قرار لمسارين متساوين دون أسباب لتفضيل الآخر دون غيرهما.